# Micrococca humblotiana
Micrococca humblotiana là một loài thực vật có hoa trong họ Đại kích. Loài này được (Baill.) Prain mô tả khoa học đầu tiên năm 1911.